# Nyctanassa
Nyctanassa — рід птахів родини чаплевих (Ardeidae). Включає 2 види. Один вид поширений у Центральній та Південній Америці, інший вид траплявся на Бермудах та вимер в історичний час.

## Види
- †Квак бермудський (Nyctanassa carcinocatactes)
- Квак чорногорлий (Nyctanassa violacea)